# فرانسسکا کاپالدی
فرانسسکا کاپالدی (انگلیسی: Francesca Capaldi؛ زادهٔ ۸ ژوئن ۲۰۰۴) یک هنرپیشه اهل ایالات متحده آمریکا است. وی از سال ۲۰۱۱ میلادی تاکنون مشغول فعالیت بوده‌است.